# Monster High
Monster High er en serie modedukker udgivet i juli 2010 af Mattel. Figurerne stammer fra monster-film og horror fiction. Konceptet blev skabt af Garrett Sander, med illustrationer af Kellee Riley. Barbie og Monster High bliver begge levet af Mattel, men på trods af det, konkurrerer det mod hinanden.
Monster High-franchisen omfatter også andre forbrugsprodukter såsom brevpapir, tasker, nøgleringe, og forskelligt legetøj. Der er også en Monster High TV-special, en web-serie, en direkte-til-dvd film, and software. Lisi Harrison er forfatter til en romanserie af samme navn, baseret på konceptet. Den første af bøgerne udkom i slutningen af 2010.
Figurerne er afbildet som være enten relateret til eller som afkom af flere berømte monstre bl.a. Dracula, Frankensteins monster, mumien, Medusa, Uhyret fra den sorte lagune, Fantomet i operaen, og zombier.

## Monstrene
- Draculaura: Datter af Dracula, vegetar, kæreste til Clawd Wolf, og har en flagermus ved navn Count Faboulous.
- Lagoona: Datter af uhyret fra den sorte lagune, elsker sushi, kæreste til Gill "Gillington".
- Clawdeen: Datter af Varulven, har en storebror som hedder Clawd, og en lillesøster som hedder Howleen.
- Frankie: Datter af Frankenstein, kan ikke bade pga. el´en i hendes krop, har en sammensyet hund der hedder Watzit og hun har en kæreste til Neighthan Rot.
- Operetta: Datter af the Phantom of the opera, elsker musik (Ikke så mærkeligt).
- Cleo: Datter af Mumien, Har en storesøster der hedder Neffera De Nile, kæreste til Deuce.
- Ghoulia: Datter af Zombierne, den klogeste på Monster High, kæreste til Slowmoth.
- Clawd: Søn af Varulven, Kæreste til Draculaura, Har to søstre der hedder Clawdeen og Howleen.
- Holt Hyde/Jackson Jekyll: Søn af Mister Hyde og dr. Jekyll (Skifter karakter) Han er lun på Frankie Stein.
- Howleen: Datter af Varulven, lillesøster til Clawd og Clawdeen, elsker blodige bøffer.
- Deuce: Søn af Medusa, kæreste til Cleo de Nile, går md solbriller, for ikke at forstene sine venner.
- Robecca: Datter af en gal professor, Har tandhjul i øjnene, og nogle usædvanlige raketsko, der spyer damp ud, så hun kan køre.
- Rochelle: Datter af Gargøglerne, bedste venner til Robecca og Venus, elsker lyserød.
- Venus: Datter af Plantemonsteret, har en venusfluefanger som kæledyr, som hedder Chewlian.
- Toralei: Datter af Varkatten, Elsker ansjoser og milkshake, har en sabeltigerkilling, som hedder Sweet Fang.
- Meowlody og Purresphone: Bedste venner til Toralei, havde en undulat, elsker is.
- Abbey: datter af yeti, kommer fra Himalaya-bjergene, kan fryse alt til is, elsker Osten af Yak og pandekager, er altid ærlig.

## Eksterne links
- Wikimedia Commons har flere filer relateret til Monster High
- Officiel hjemmeside
- Officiel Youtube-kanal